# Jang Jung
Jang Jung (en coreano: 장정; Corea del Sur; 5 de mayo de 1964) es un exfutbolista y entrenador de fútbol de Corea del Sur que jugaba en la posición de defensa.

## Carrera

### Club
| Periodo   | Club                   |
| --------- | ---------------------- |
| 1983–1986 | Daewoo Royals          |
| 1987–1988 | Lucky-Goldstar Hwangso |
| 1989      | Seongnam Ilhwa Chunma  |
| 1990–1991 | Perak FA               |
| 1992–1993 | Singapore FA           |
| 1997–1999 | Geylang United FC      |

### Selección nacional
Jugó con la selección juvenil en 17 partidos entre 1981 y 1983 con la que anotó dos goles. Con la selección absoluta jugó 20 partidos entre 1983 y 1991 donde anotó un gol y jugó la Copa Asiática 1984.

### Entrenador
| Periodo   | Club                |
| --------- | ------------------- |
| 1998–2002 | Geylang United FC   |
| 2003–2005 | Balestier Khalsa FC |
| 2006–2007 | Sri Lanka U-23      |
| 2007–2008 | Sri Lanka           |
| 2010–2012 | Sri Lanka           |
| 2012      | Perak FA            |

## Logros

### Jugador
Perak
- Copa FA Malasia: 1990

Singapore Lions
- M-League: 1994
- Copa de Malasia: 1994

### Entrenador
Geylang United
- S.League: 2001

### Individual
- Entrenador del Año de la S.League: 2001

## Estadísticas

### Goles con la selección nacional
| Fecha     | Sede        | Rival     | Goles | Resultado     | Torneo             |
| --------- | ----------- | --------- | ----- | ------------- | ------------------ |
| 29-7-1983 | Los Ángeles | Guatemala | 1     | 1–1 (3–5 PSO) | LA Tournament 1983 |